# Trans World Airlines
Trans World Airlines (TWA) byla letecká společnost ve Spojených státech. Založena byla roku 1930 jako Transcontinental & Western Air, provozující letouny Ford 5-AT Tri-Motor. Roku 1939 společnost ovládl Howard Hughes. Po válce uskutečnil rozsáhlou expanzi, spojenou se změnou názvu na Trans World Airlines roku 1950. TWA se zařadily mezi nejvýznamnější světové aerolinie. Konkurovaly americkým společnostem American Airlines a Delta Air Lines. Byla to první společnost užívající Boeing 747-100. V roce 2001 byly TWA sloučeny se společností American Airlines.

## Nehody (výběr)
Dne 30. června 1956 se ve výšce 6400 metrů nad Grand Canyonem srazil Douglas DC-7 Mainliner Vancouver (N6324C)  letu 718 společnosti United Airlines do Chicaga s letounem Lockheed L-1049 Super Constellation Star of the Seine (N6902C) letu TWA 2 do Kansas City. Na palubě prvního letounu bylo 58 osob a na palubě druhého dalších sedmdesát osob. Při srážce levé křídlo DC-7 oddělilo záď s ocasními plochami letounu Super Constellation. Rovněž DC-7 přišel o část křídla a zřítil se. Zemřelo všech 128 osob.
Dne 16. prosince 1960 se ve výšce 1585 metrů nad newyorskou čtvrtí Staten Island srazil proudový dopravní letoun Douglas DC-8 (N8013U) letu United Air Lines 826 s letounem Lockheed L-1049 Super Constellation letu TWA 266. Oba letouny se zřítili. Super Constellation v místě srážky a DC-8 v Brooklynu. V letounech zemřelo všech 128 osob a dalších šest osob zahynulo na zemi.
Největší letecká katastrofa TWA nastala v roce 1996, kdy startoval let číslo 800 z letiště Johna F. Kennedyho na pravidelný let do Paříže a po 12 minutách letu explodovala palivová nádrž; zemřelo 230 lidí včetně posádky a kapitánů Stevena S. Snydera a Ralpha G. Kevorkiana.

## Galerie

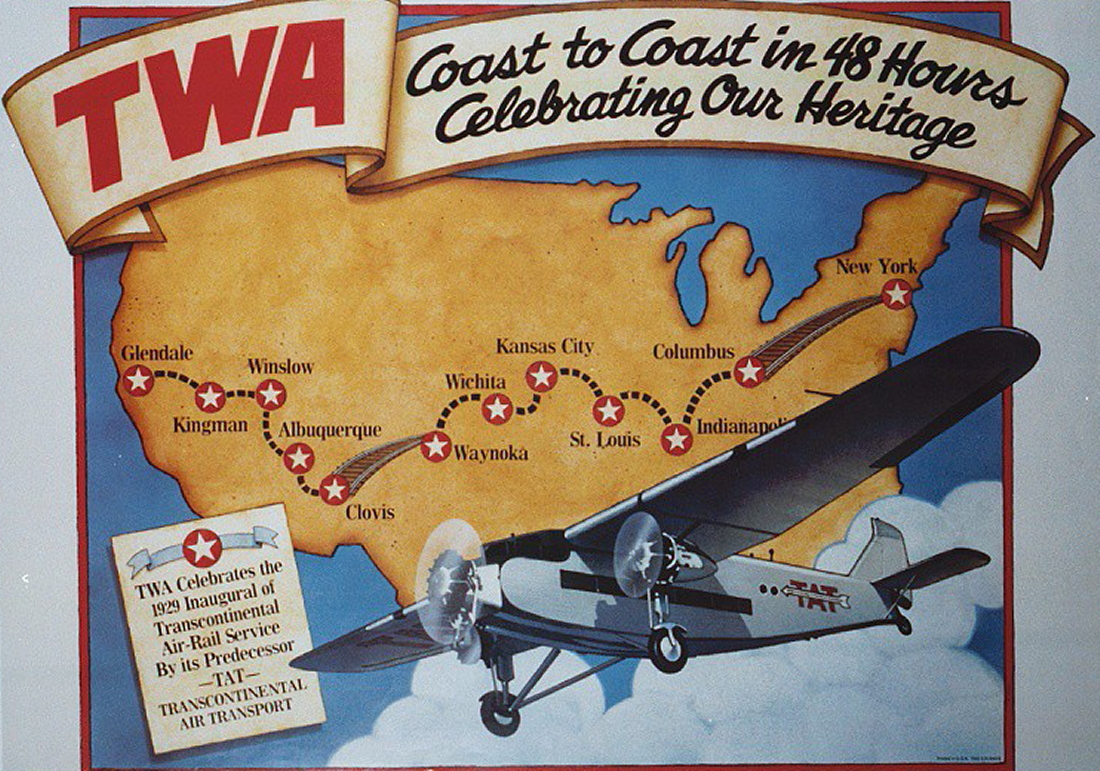
Reklamní plakát
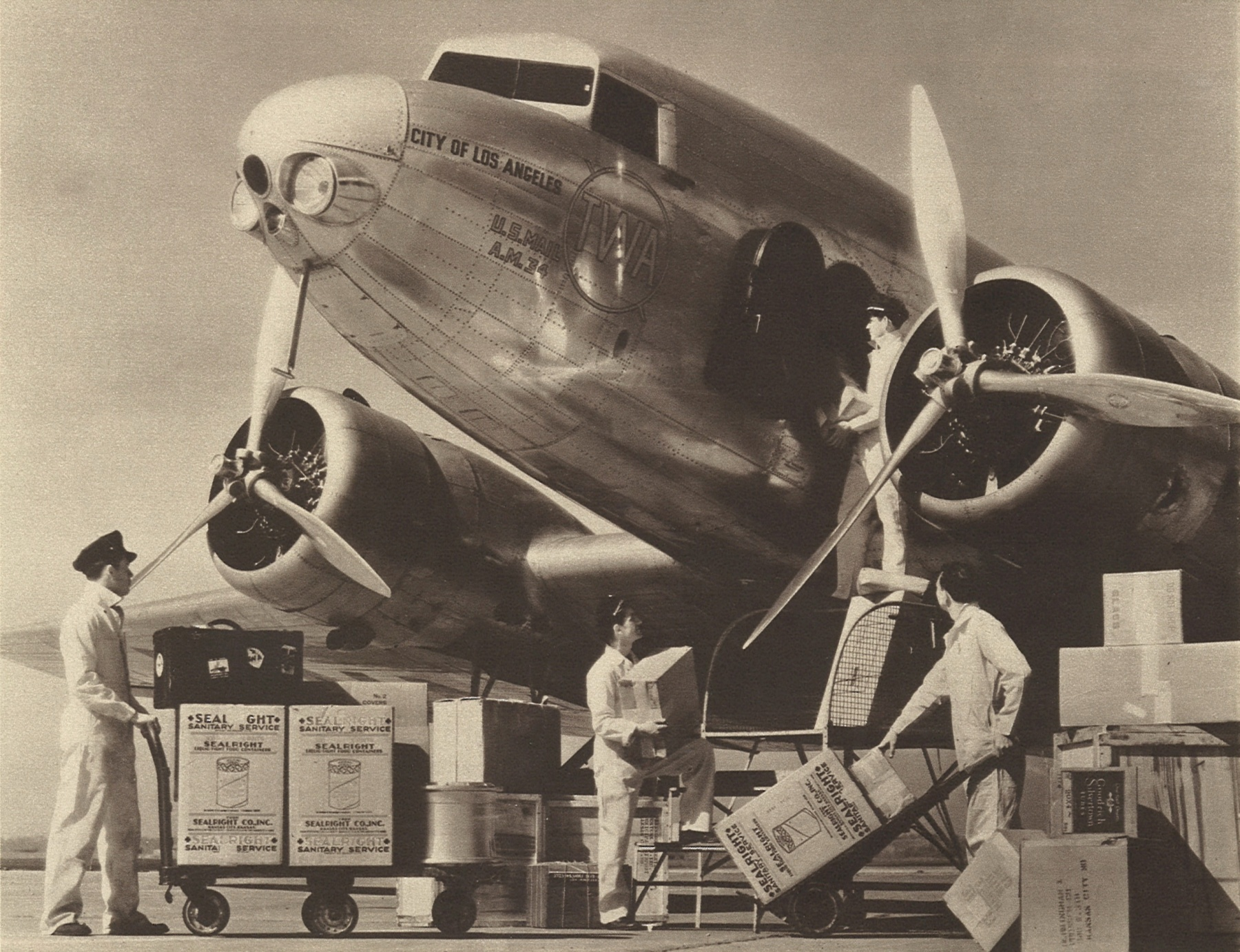
Douglas DC-1 City of Los Angeles (NC 223Y)
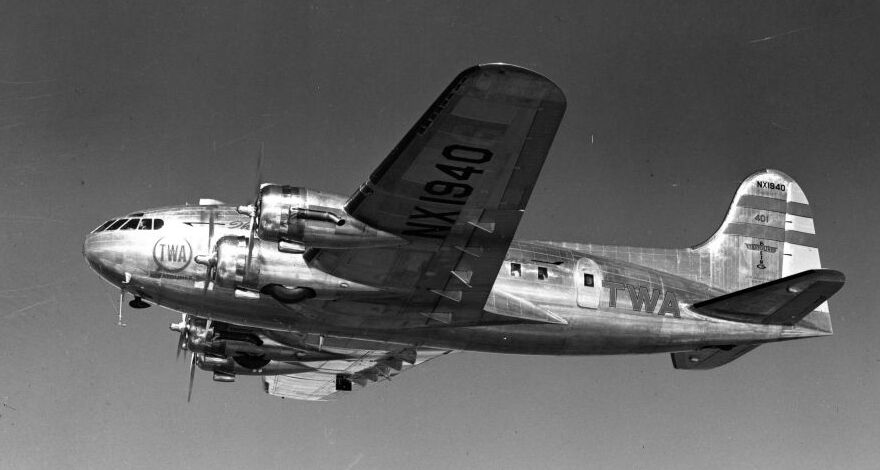
Boeing 307 Stratoliner (NX1940)
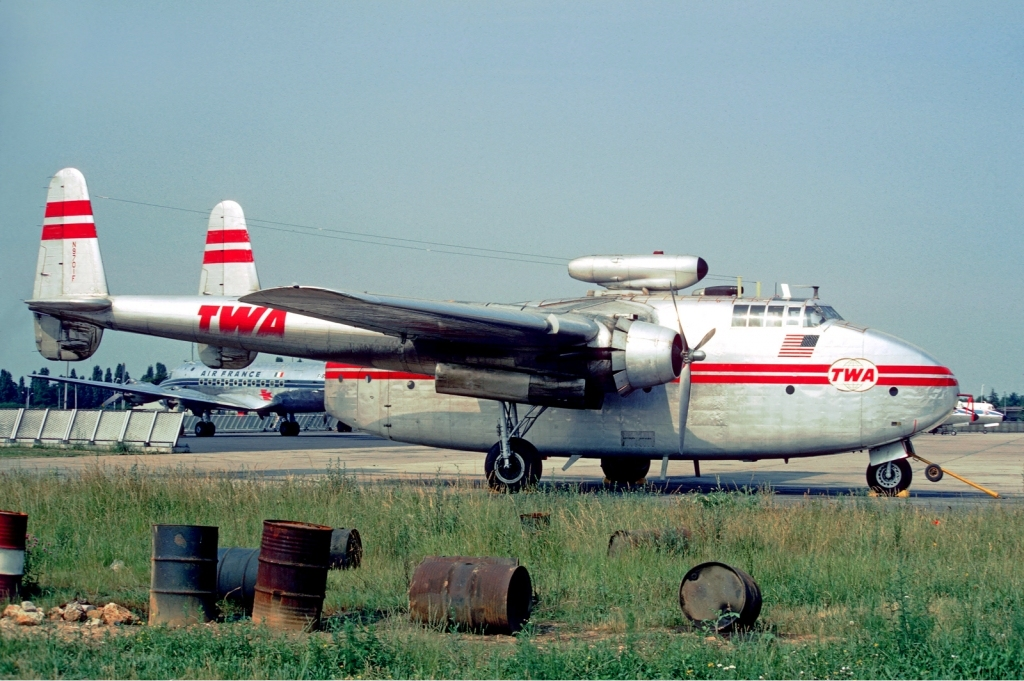
Fairchild C-82 Packet na letišti Paříž-Orly
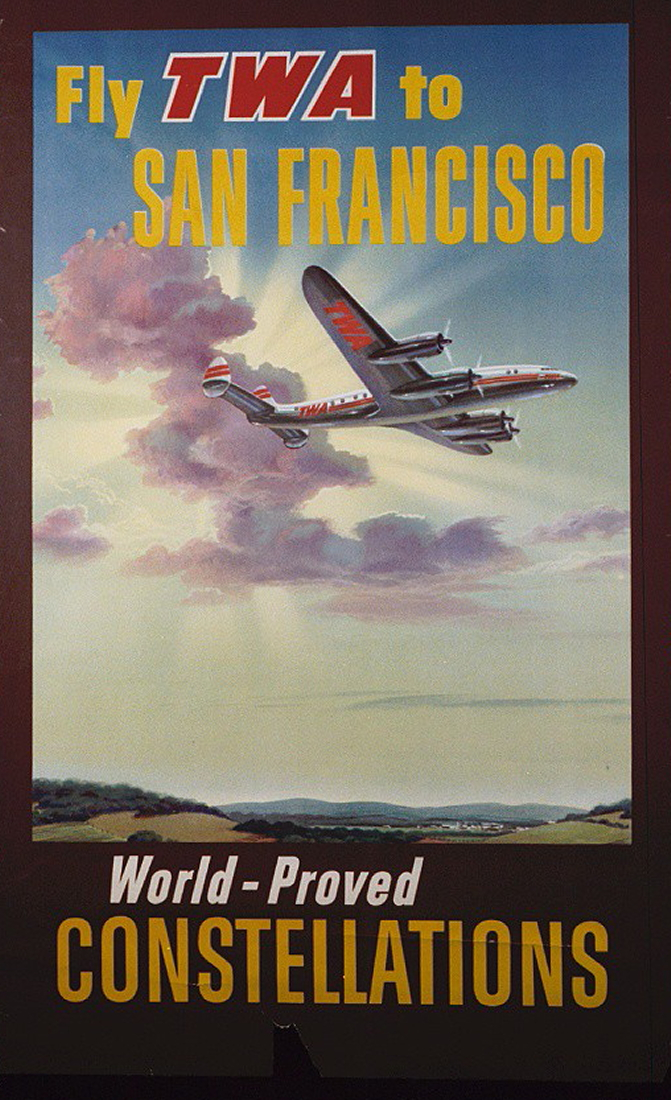
Reklama propagující cestování dopravními letouny Lockheed Constellation společnosti TWA
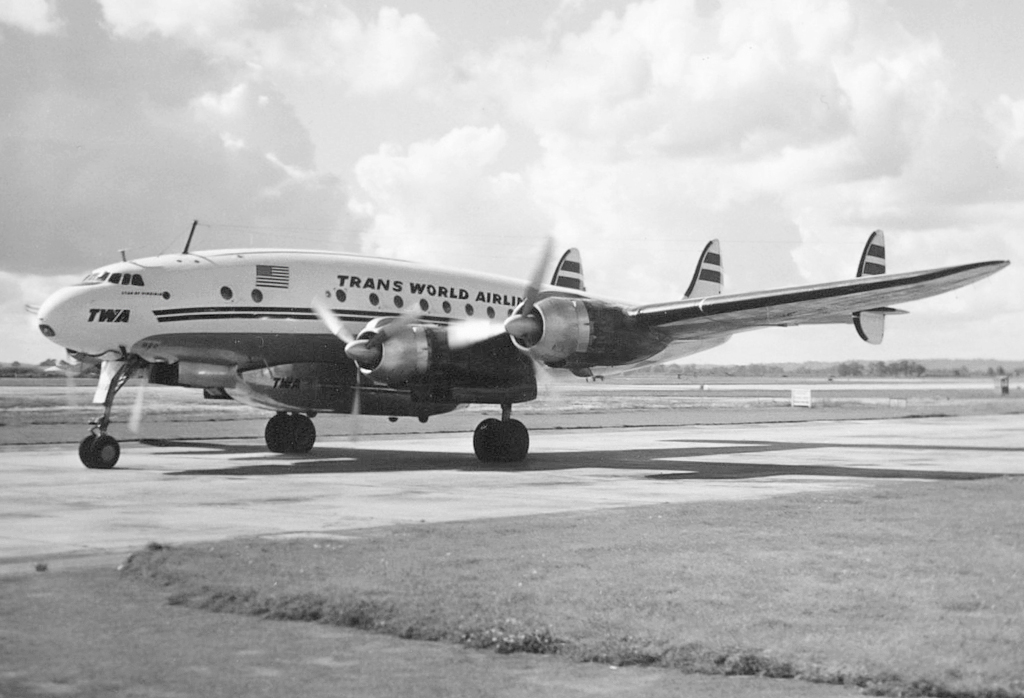
Lockheed L-749A Constellation (N6022C)
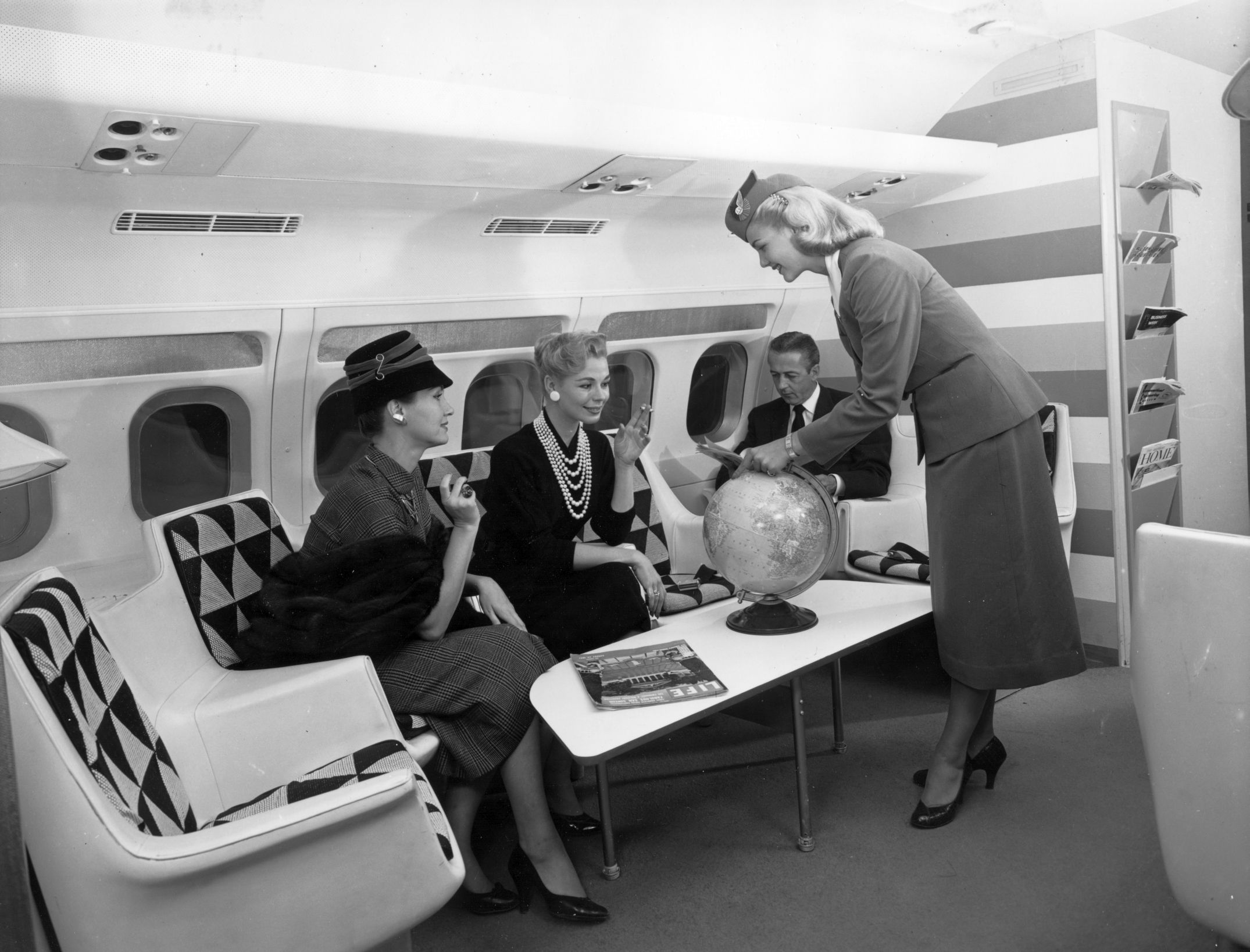
Interiér letounu Convair 880
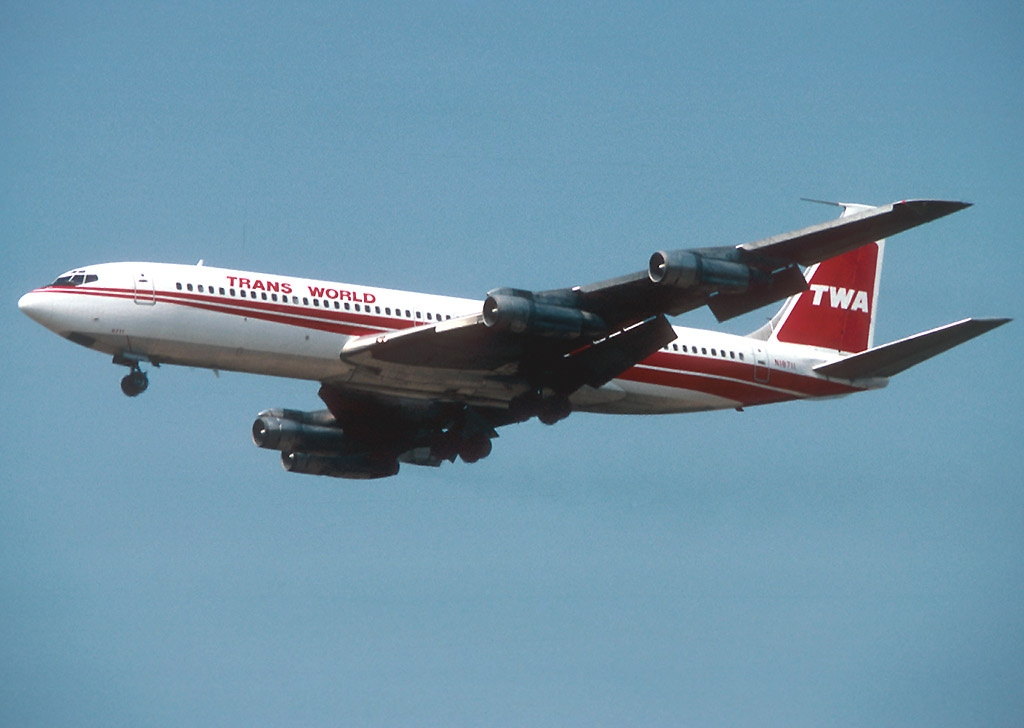
Boeing 707-331B (N18711) na letišti v Římě
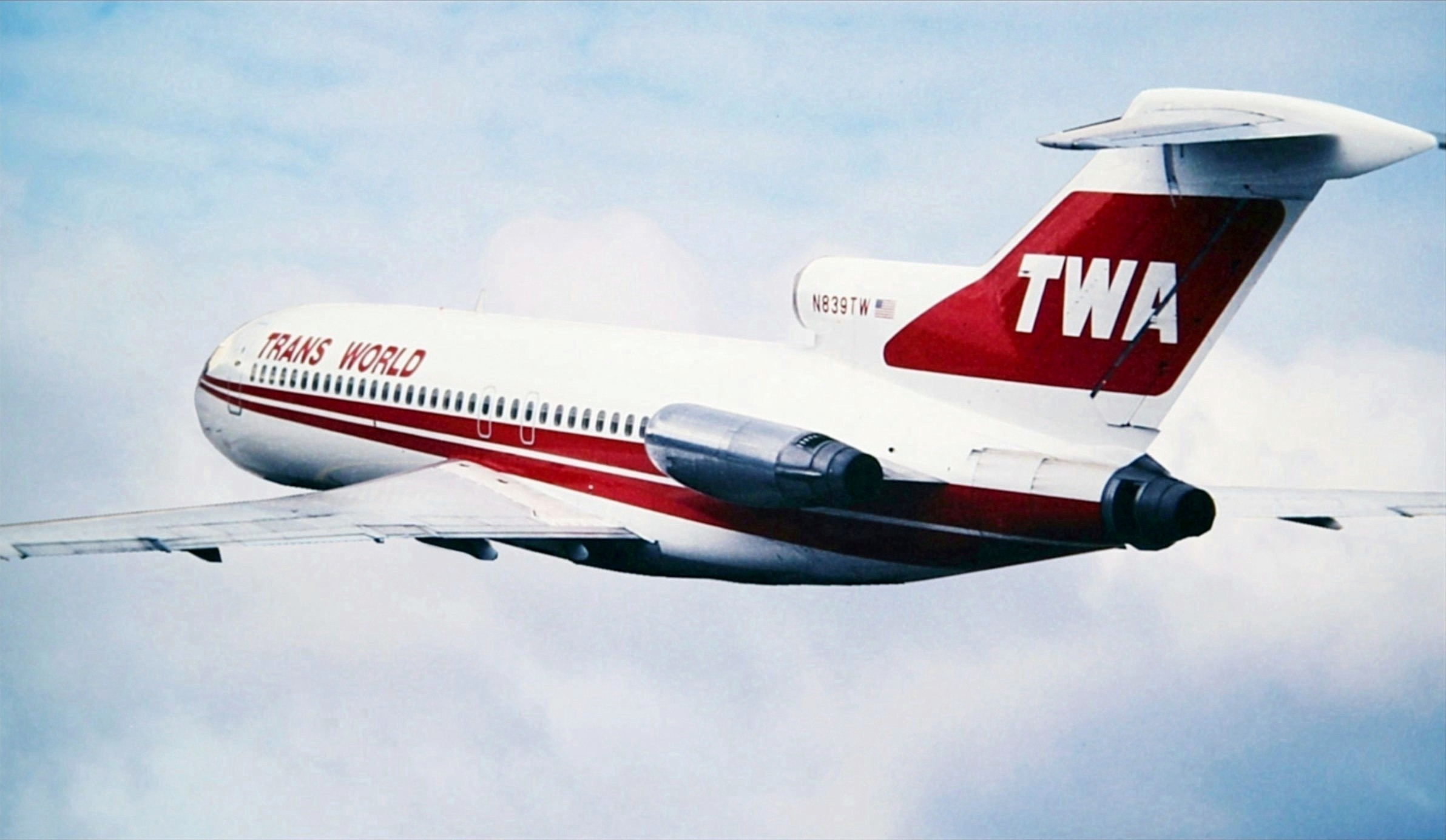
Boeing 727-100 (N839TW)
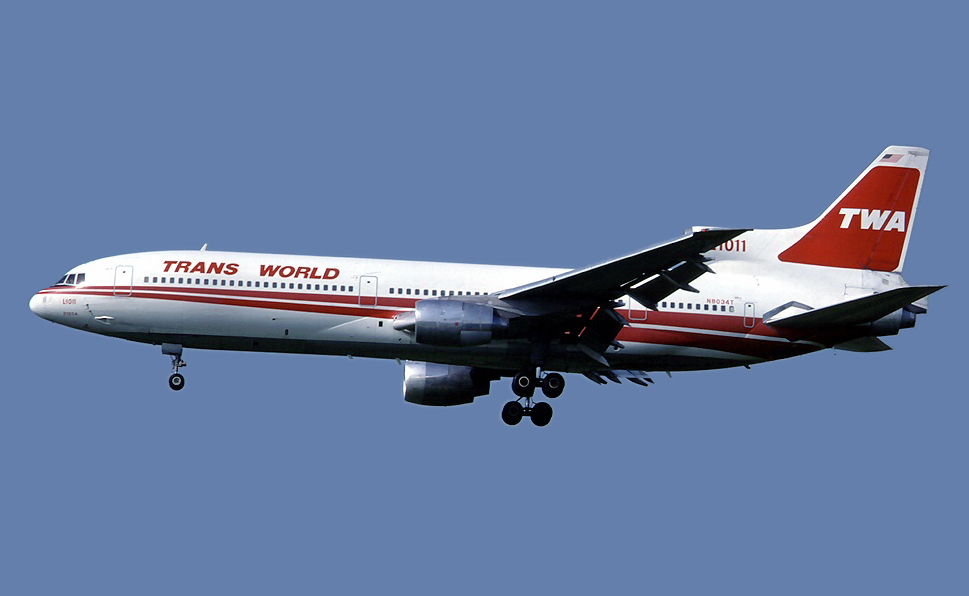
Lockheed L-1011 TriStar (N8034T)
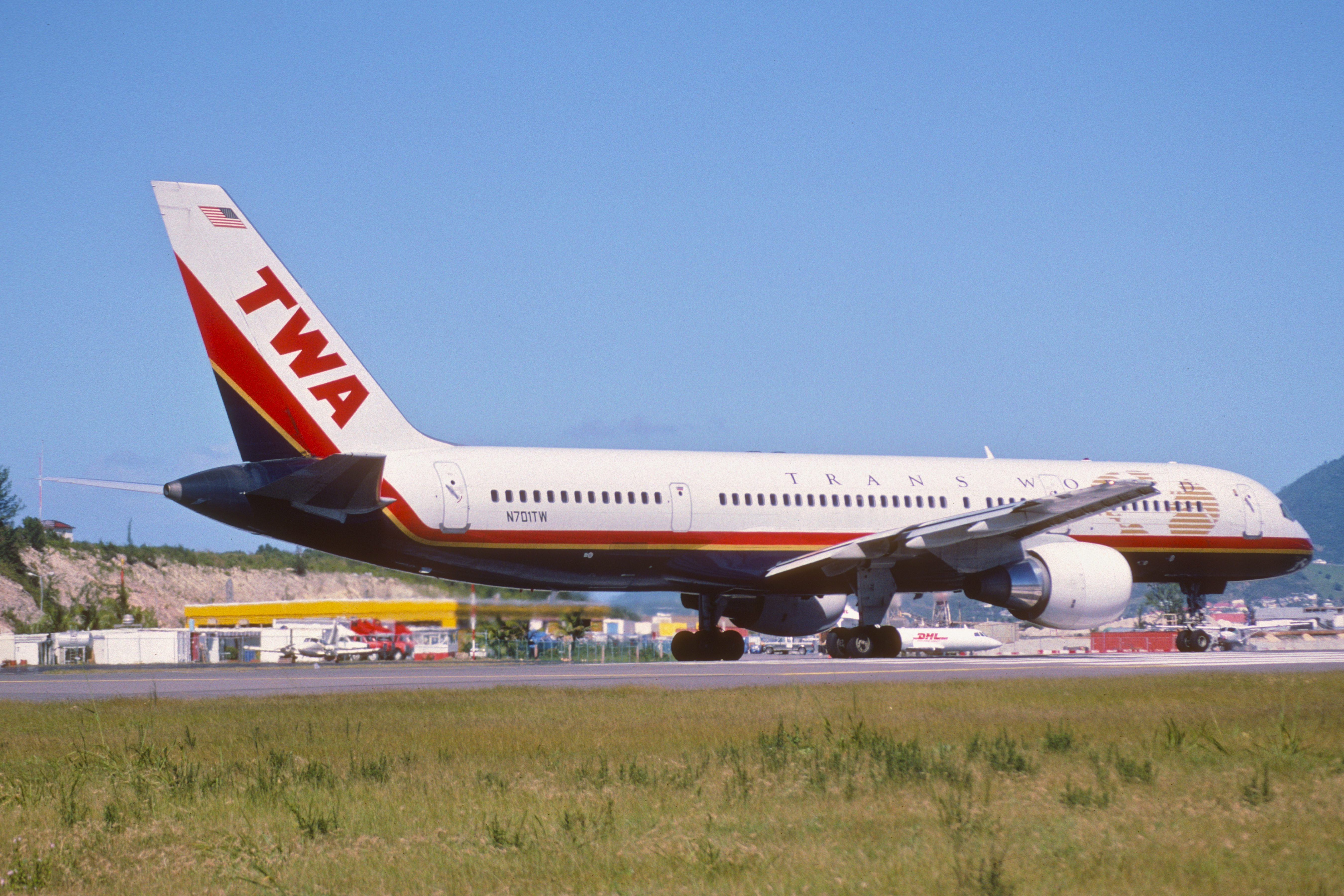
Boeing 757-200 (N701TW)
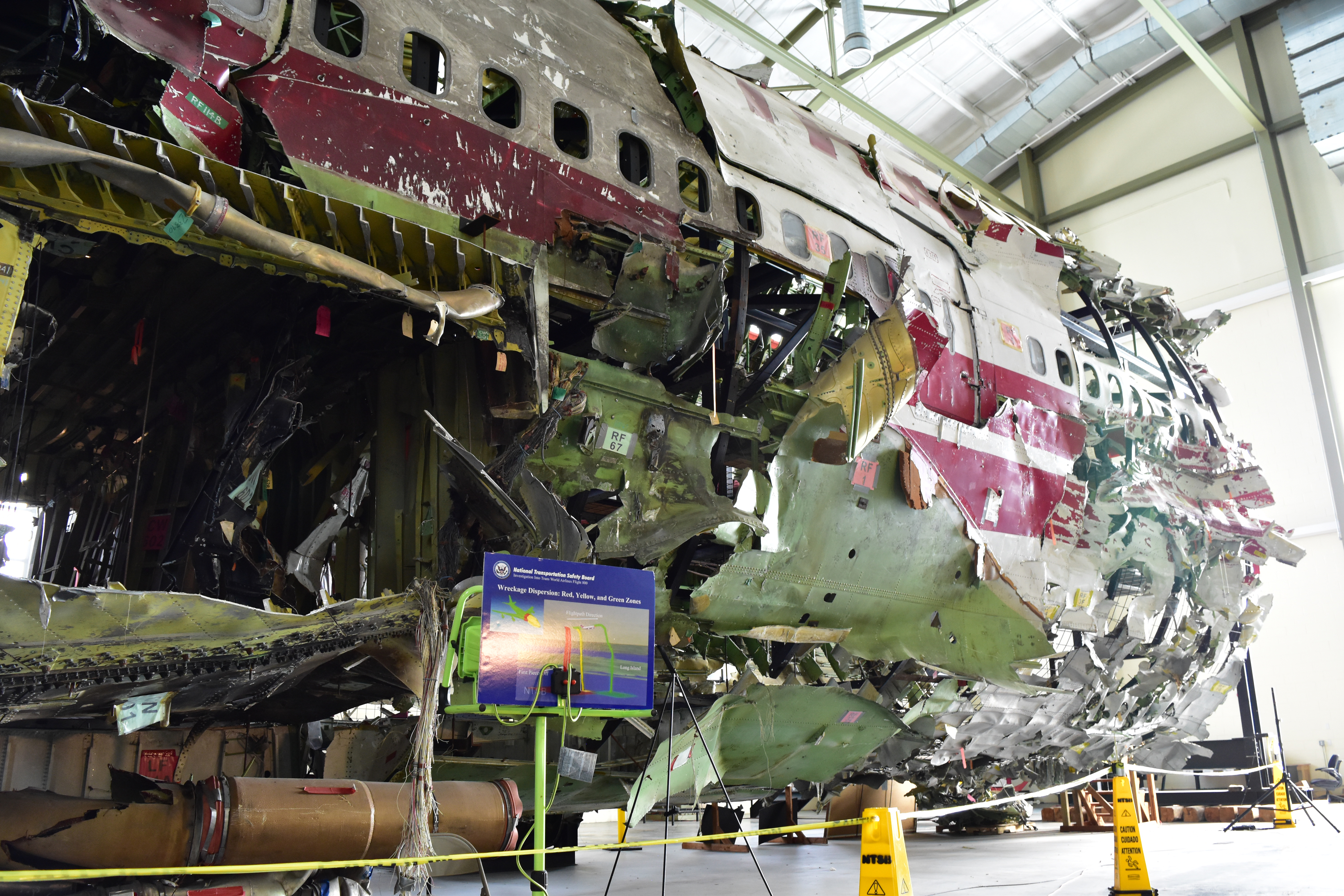
Rekonstrukce vraku trupu Boeing 747-131 (N93119) letu TWA 800.